# Scilla ramburei
Scilla ramburei är en sparrisväxtart som beskrevs av Pierre Edmond Boissier. Scilla ramburei ingår i blåstjärnesläktet som ingår i familjen sparrisväxter. Inga underarter finns listade i Catalogue of Life.

## Bilder

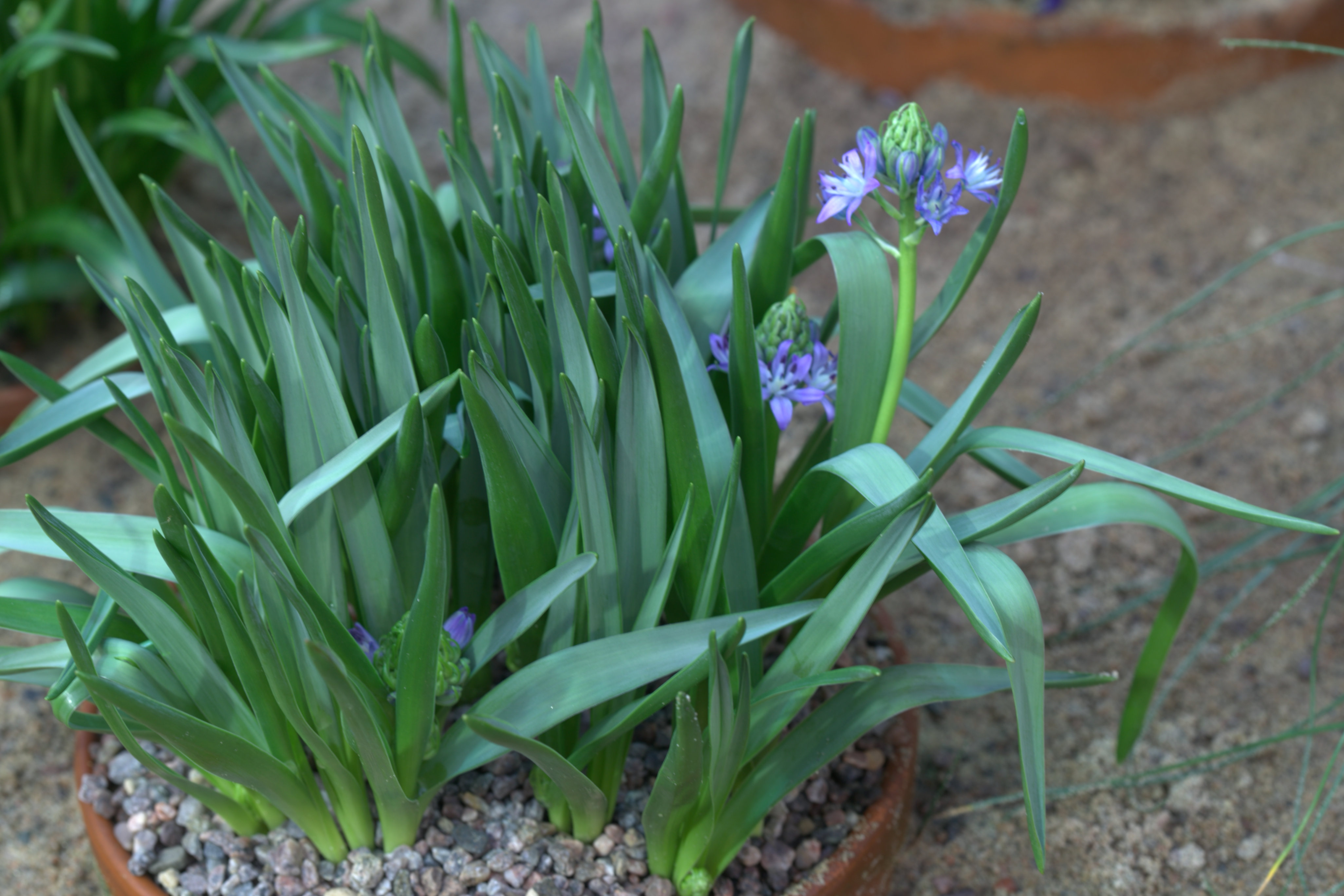
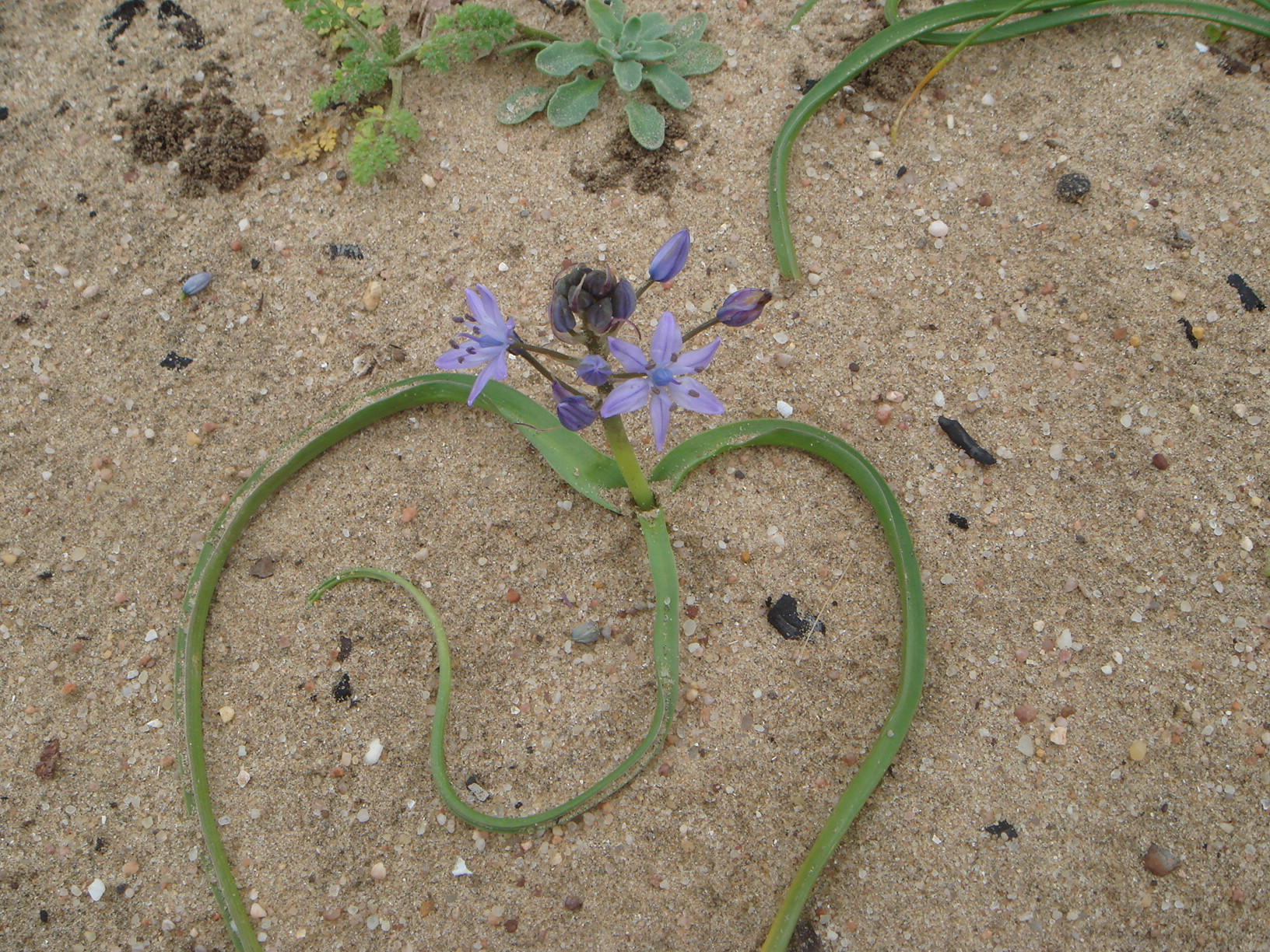